# Željko Nimš
Željko Nimš (* 22. April 1950 in Sisak, SFR Jugoslawien) ist ein ehemaliger jugoslawisch-kroatischer Handballspieler und Handballtrainer.

## Karriere

### Verein
Željko Nimš lernte das Handballspielen in seiner Heimatstadt bei Kemičar Sisak. Ab 1967 spielte der 1,85 m große Torwart beim RK Partizan Bjelovar, mit dem er 1968, 1970, 1971, 1972, 1977 und 1979 die jugoslawische Meisterschaft sowie 1968 und 1976 den jugoslawischen Pokal gewann. Im Endspiel des Europapokals der Landesmeister 1971/72 besiegte er mit Bjelovar den deutschen Vertreter VfL Gummersbach in Dortmund mit 19:14. Drei Jahre nach seinem Karriereende kehrte Nimš noch einmal für eine Saison in das Tor des italienischen Erstligisten Jägermeister-Cividin Trieste zurück. Nach dem Gewinn der italienischen Serie A beendete er seine Laufbahn endgültig.
In der Saison 1998/99 trainierte er den italienischen Verein Pallamano Mordano.

### Nationalmannschaft
Mit der jugoslawischen Nationalmannschaft gewann Nimš bei der Weltmeisterschaft 1974 die Bronzemedaille und bei den Mittelmeerspielen 1975 die Goldmedaille. Bei den Olympischen Spielen 1976 in Montreal bestritt er drei Partien und erreichte mit Jugoslawien den fünften Platz. Bei der Weltmeisterschaft 1978 wurde er mit der Auswahl Vierter.